# Etolo (hijo de Óxilo)
Etolo (griego antiguo: Αἰτωλός), en la mitología griega, fue el hijo de Óxilo y Pieria y, por tanto,  descendiente del primer Etolo. Era hermano mayor de Layas, quien sucedió a su padre en el trono.
Murió muy joven y fue enterrado bajo la puerta de la vía sagrada, que conducía a Olimpia y al Templo de Zeus, de la ciudad de Elis para cumplir lo que había dicho un oráculo que indicó que no debía ser enterrado ni dentro de la ciudad ni fuera de ella. En la época de Pausanias (siglo II d. C.) aún existía la costumbre de que el Gymnasiarca de Elis hacía sacrificios en la tumba de Etolo todos los años.